# Königliches Katholisches Gymnasium zu Trzemeszno

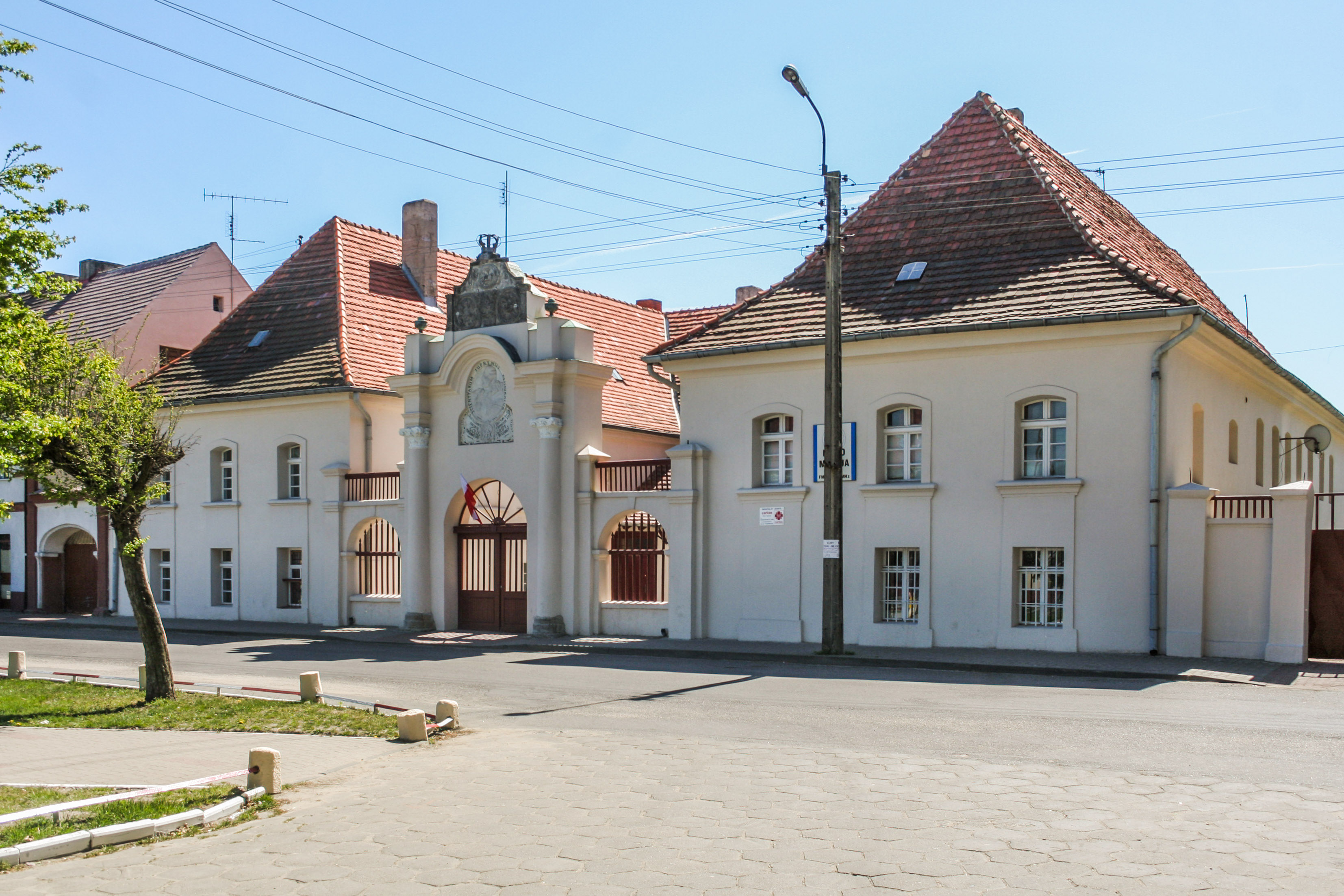
Ehemaliges Schulgebäude in Trzemeszno

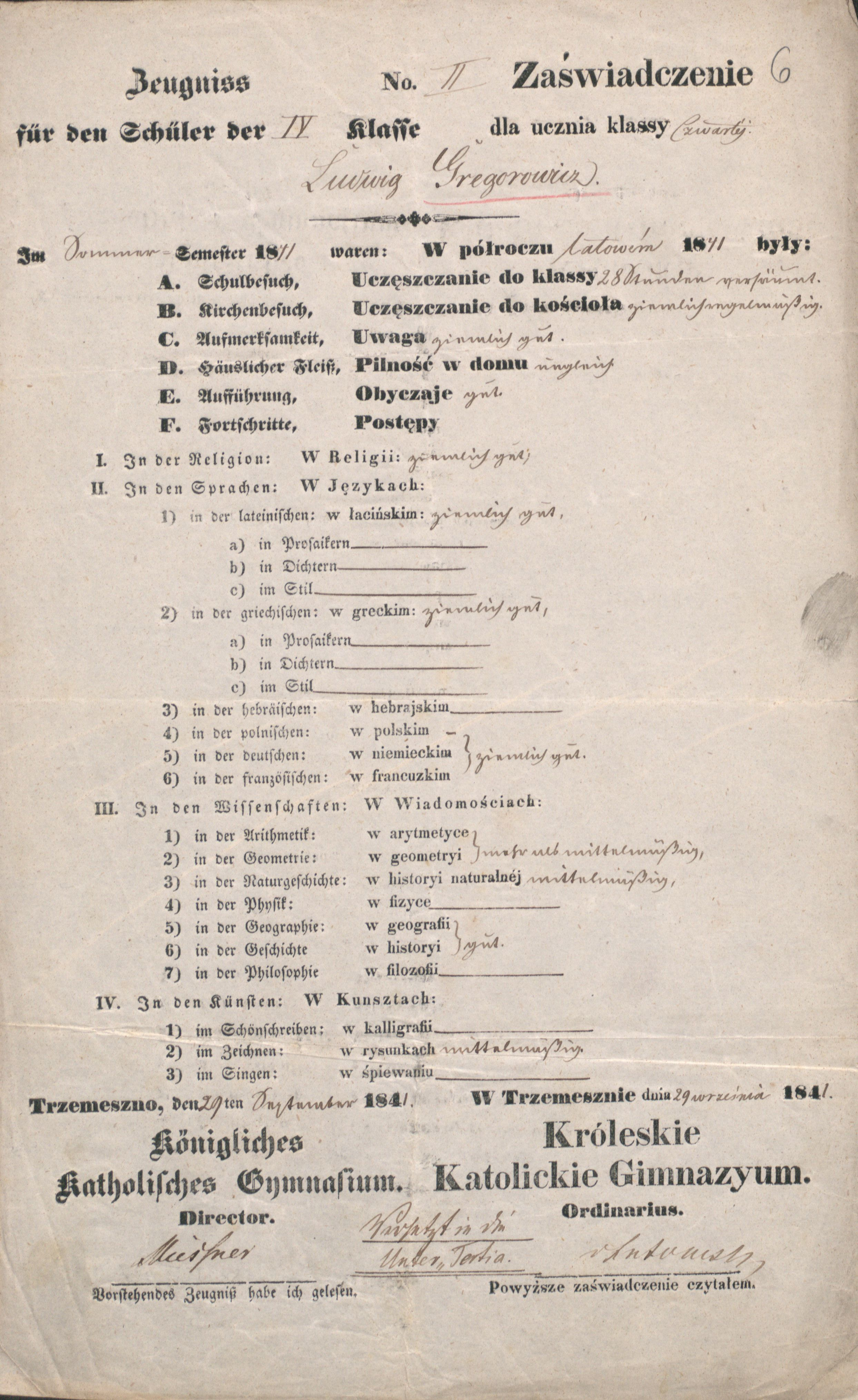
Jahreszeugnis von 1841

Das Königliche Katholische Gymnasium zu Trzemeszno bestand von 1776 bis 1863 in der Provinz Posen.

## Geschichte
Im polnischen Trzemeszno gab es seit etwa 1600 eine höhere Schule.
Von 1773 bis 1775 ließ der Abt Michał Kosmowski ein neues Schulgebäude erbauen. 1776 wurde dort eine Akademie für Schüler eröffnet. Nach dem Übergang des Gebietes Großpolen an das Königreich Preußen 1795 wurde es als Gymnasium weitergeführt. Auch nach den Gebietswechseln  1807 zum Großherzogtum Warschau und 1815 wieder an Preußen blieb die Mehrzahl der Schüler und Lehrer polnisch. 1859 wurde ein neues Schulgebäude gebaut, das bisherige wurde als Alumnat (Internat) genutzt.
1862 hatten alle Lehrkräfte polnische Namen, außer den Religionslehrern und dem Zeichenlehrer, ebenso fast alle Abiturienten. Die Unterrichtssprache war in dieser Zeit in den unteren drei Klassen Polnisch, in den oberen sechs Klassen  Deutsch, außer in Religion, Polnische Sprache und Hebräisch, sowie teilweise in Griechisch und Geschichte. Das jährliche Schulprogramm wurde zweisprachig in Deutsch und Polnisch herausgegeben. Unterrichtsfächer waren Religion, Deutsch, Latein, Griechisch, Polnisch, Französisch, Hebräisch, Geschichte und Geographie, Mathematik, Naturgeschichte, sowie Kalligraphie (Schönschreiben), Gesang, Zeichnen und Turnen, wie in anderen preußischen Gymnasien auch. Das Gymnasium in Trzemeszno gehörte zu den drei wichtigsten polnisch dominierten Gymnasien in der Provinz Posen, neben dem Marien-Gymnasium in Posen und dem Katholischen Gymnasium in Ostrowo.
1863 wurde das Gymnasium durch die preußischen Behörden geschlossen, als offizieller Grund wurde die Teilnahme von mindestens 60 Schülern am Januaraufstand in Russisch-Polen angegeben, es ging aber vor allem um die starke polnische Ausrichtung des Gymnasiums (als ein Hort des Polonismus).

## Weitere Nutzung
1866 wurde eine höhere Knabenschule in Tremessen neu gegründet, die später in ein Progymnasium umgewandelt wurde, das bis 1919 bestand.
Danach wurde dort ein polnisches Gymnasium eingerichtet, auch nach 1945 wurde das Gebäude für polnische Schulen genutzt. Gegenwärtig befindet sich dort das Liceum Ogólnokształcące im. Michała Kosmowskiego.

## Persönlichkeiten
Einige Schüler des Gymnasiums in Trzemeszno wurden später anerkannte polnische Persönlichkeiten, wie der Erzbischof von Gnesen-Posen Florian von Stablewski und der Anführer des polnischen Januaraufstandes Marian Langiewicz. 1866 nahmen 15 von 18 Abiturienten  nach dem Schulabschluss ein Theologiestudium auf.

### Lehrer
Direktoren
- Michał Kosmowski, 1776–?
- Witold Milewski, 1852–?
- Józef Szostakowski, ?–1863

Weitere Lehrer
- Antoni Jerzykowski
- Ferdynand Marten

### Schüler
Gymnasium (1776–1863)
- Jan Śniadecki (1756–1830), Biologe und Mediziner
- Jędrzej Śniadecki (1768–1838), Chemiker und Arzt
- Hipolit Cegielski (1813–1868), Philologe
- Józef Przyborowski (1823–1896), Archivar, Lehrer
- Anastazy Cywiński (1824–1871), Lehrer, Slawist
- Stanisław Maroński (1825–1907), Gymnasiallehrer in Westpreußen
- Ferdynand Marten (1827–1900), Lehrer, auch in Trzemeszno
- Marian Langiewicz (1827–1887), General und Diktator des polnischen Januaraufstandes 1863
- Ludwik Ziętkiewicz (1831–1897), Priester, Reichstagsabgeordneter
- Teodor Dydyński (1836–1921), Juraprofessor in Warschau
- Gustaw Rzeźniewski (1836–1883), Priester
- Florian von Stablewski (1841–1906), Erzbischof von Posen-Gnesen, Primas von Polen

Progymnasium (um 1870–1919)
- Wojciech Trąmpczyński (1860–1953), Präsident des Sejm
- Stanisław Kozierowski (1874–1949), Priester, Geschichtsprofessor an der Universität Poznań
- Jerzy Hulewicz (1886–1941), Schriftsteller und Dramaturg